# لوئی-شارل کنیه
لوئی-شارل کنیه (به فرانسوی: Louis-Charles Caigniez) نمایش‌نامه‌نویس قرن هجدهم میلادی اهل فرانسه است.